# Tholera decimalis
Tholera decimalis là một loài bướm đêm thuộc họ Noctuidae. Nó được tìm thấy ở Tây Âu và Scandinavia.
Sải cánh dài 38–48 mm. Con trưởng thành bay từ tháng 8 đến tháng 9 tùy theo địa điểm.
Ấu trùng ăn nhiều loại cỏ khác nhau.

## Hình ảnh

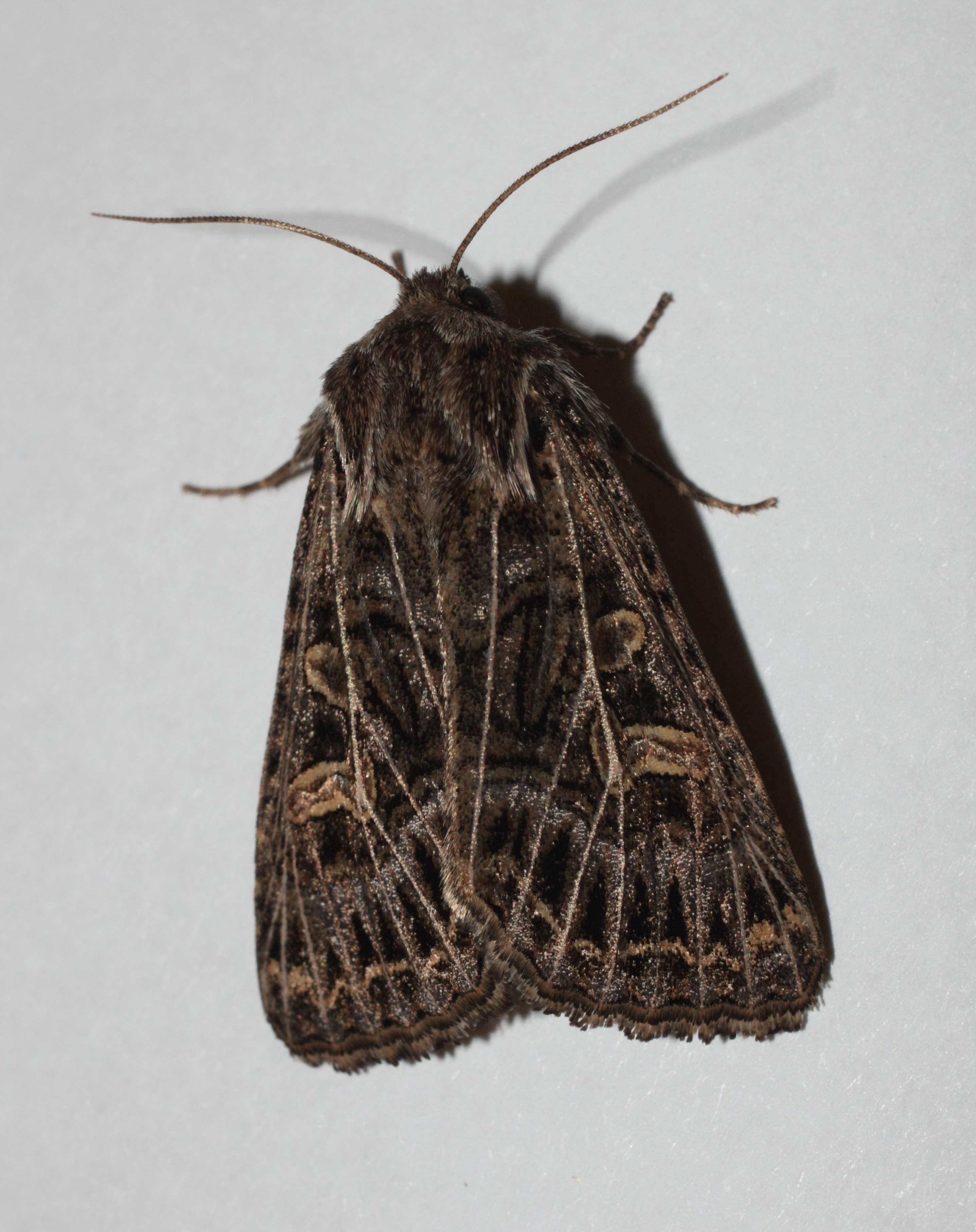
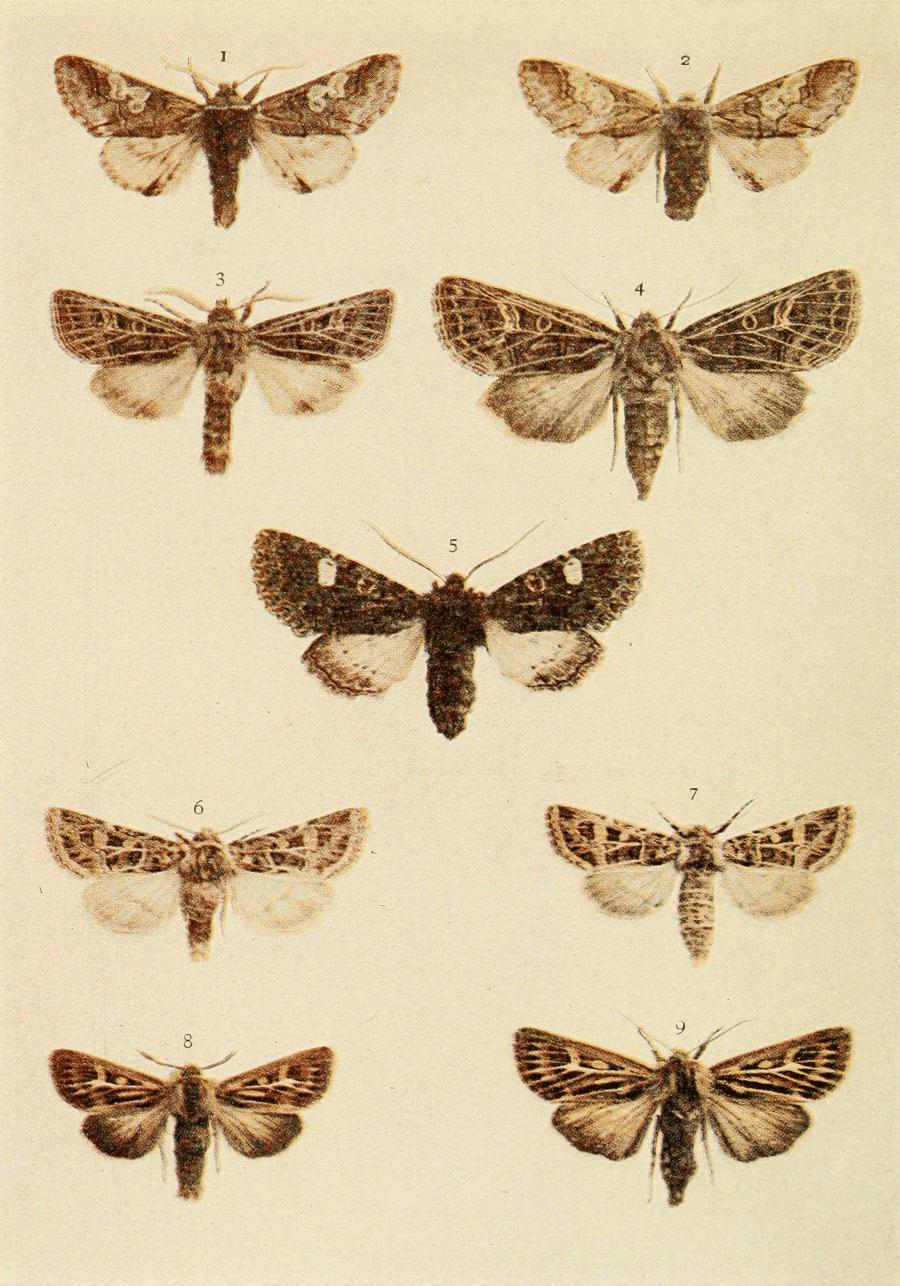
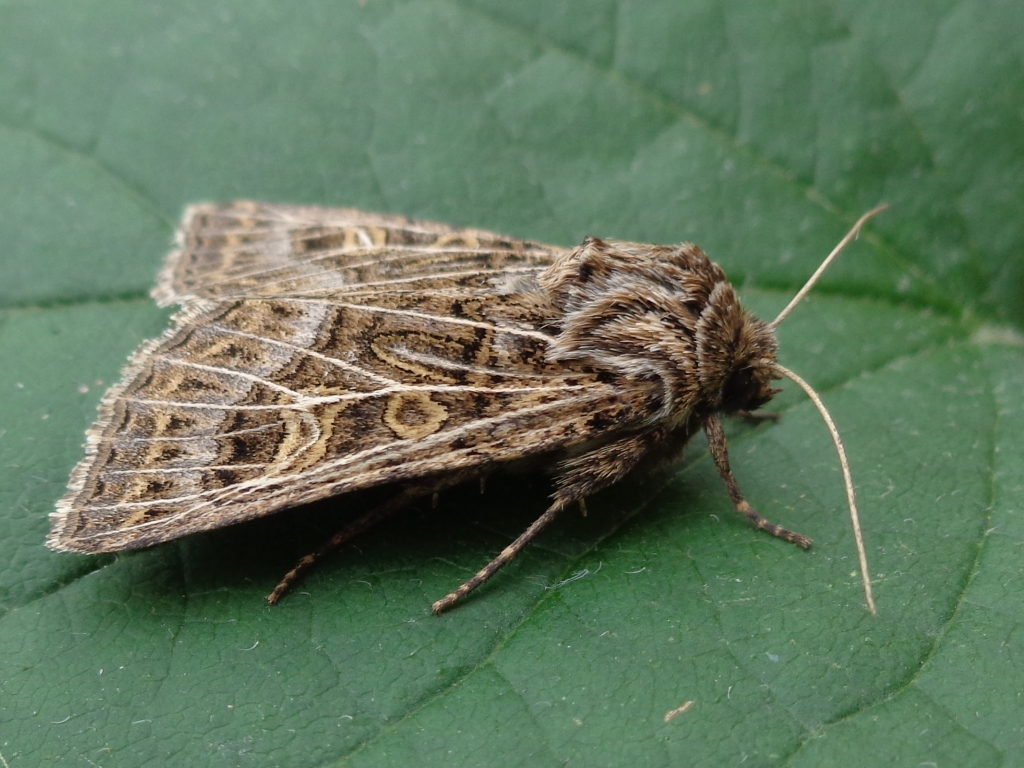